# Kirby Chambliss
Kirby Chambliss (Corpus Christi, Texas, 1959. október 18. –) amerikai műrepülő versenyző. Két bajnoki címével a legsikeresebb Red Bull Air Race pilóta.
Már tizenhárom évesen botkormányt fogott, 24 évesen pedig Amerika legfiatalabb kereskedelmi pilótáját ünnepelték a személyében. Alig 28 évesen kapitánnyá nevezték ki, és számtalanszor bizonyította műrepülő tehetségét is.

## Red Bull Air Race

### 2003 - 2010
| Kirby Chambliss a Red Bull Air Race Világkupában | Kirby Chambliss a Red Bull Air Race Világkupában | Kirby Chambliss a Red Bull Air Race Világkupában | Kirby Chambliss a Red Bull Air Race Világkupában | Kirby Chambliss a Red Bull Air Race Világkupában | Kirby Chambliss a Red Bull Air Race Világkupában | Kirby Chambliss a Red Bull Air Race Világkupában | Kirby Chambliss a Red Bull Air Race Világkupában | Kirby Chambliss a Red Bull Air Race Világkupában | Kirby Chambliss a Red Bull Air Race Világkupában | Kirby Chambliss a Red Bull Air Race Világkupában | Kirby Chambliss a Red Bull Air Race Világkupában | Kirby Chambliss a Red Bull Air Race Világkupában | Kirby Chambliss a Red Bull Air Race Világkupában | Kirby Chambliss a Red Bull Air Race Világkupában | Kirby Chambliss a Red Bull Air Race Világkupában |
| Év                                               | 1                                                | 2                                                | 3                                                | 4                                                | 5                                                | 6                                                | 7                                                | 8                                                | 9                                                | 10                                               | 11                                               | 12                                               | Pontok                                           | Győzelmek                                        | Helyezés                                         |
| ------------------------------------------------ | ------------------------------------------------ | ------------------------------------------------ | ------------------------------------------------ | ------------------------------------------------ | ------------------------------------------------ | ------------------------------------------------ | ------------------------------------------------ | ------------------------------------------------ | ------------------------------------------------ | ------------------------------------------------ | ------------------------------------------------ | ------------------------------------------------ | ------------------------------------------------ | ------------------------------------------------ | ------------------------------------------------ |
| 2003                                             | DNP                                              | 3                                                |                                                  |                                                  |                                                  |                                                  |                                                  |                                                  |                                                  |                                                  |                                                  |                                                  | 4                                                | 0                                                | 3                                                |
| 2004                                             | 1                                                | 1                                                | 2                                                |                                                  |                                                  |                                                  |                                                  |                                                  |                                                  |                                                  |                                                  |                                                  | 17                                               | 2                                                | 1                                                |
| 2005                                             | 9                                                | 4                                                | 4                                                | DNS                                              | 2                                                | 2                                                | 2                                                |                                                  |                                                  |                                                  |                                                  |                                                  | 21                                               | 0                                                | 3                                                |
| 2006                                             | 1                                                | 3.                                               | 1                                                | CAN                                              | 1                                                | 5                                                | 3                                                | 1                                                | 3.                                               |                                                  |                                                  |                                                  | 38                                               | 4                                                | 1st                                              |
| 2007                                             | 4.1                                              | 6.3                                              | 4.1                                              | 3.4                                              | CAN                                              | 5.2                                              | 5.2                                              | 2.5                                              | 5.2                                              | 2.5                                              | CAN                                              | 6.1                                              | 28                                               | 0                                                | 4                                                |
| 2008                                             | 5.5                                              | 3.7                                              | 1.9                                              | CAN                                              | 4.6                                              | 1.9                                              | 12.0                                             | 2.8                                              | CAN                                              | 8.2                                              |                                                  |                                                  | 46                                               | 2                                                | 4                                                |
| 2009                                             | 9.3                                              | 12.0                                             | 3.9+1                                            | 3.9+1                                            | 8.4                                              | 5.7                                              |                                                  |                                                  |                                                  |                                                  |                                                  |                                                  | 34                                               | 0                                                | 4                                                |
| 2010                                             | 6.6                                              | 8.4                                              | 5.7                                              | 3.9                                              | 3.9                                              | 6.6                                              | CAN                                              | CAN                                              |                                                  |                                                  |                                                  |                                                  | 41                                               | 0                                                | 4                                                |
| Series not held between 2011 and 2013            |                                                  |                                                  |                                                  |                                                  |                                                  |                                                  |                                                  |                                                  |                                                  |                                                  |                                                  |                                                  |                                                  |                                                  |                                                  |

### 2014-
| Év   | 1    | 2    | 3    | 4      | 5    | 6    | 7    | 8    | Pontok | Győzelmek | Helyezés |
| ---- | ---- | ---- | ---- | ------ | ---- | ---- | ---- | ---- | ------ | --------- | -------- |
| 2014 | 11.0 | 10.0 | 9.0  | 4.5    | 10.0 | 10.0 | 11.0 | 7.2  | 7      | 0         | 10.      |
| 2015 | DNS  | 7.2  | 11.0 | 10.0   | 12.0 | 3.7  | 11.0 | 12.0 | 9      | 0         | 11.      |
| 2016 | 4.6  | 6.5  | 3.9  | 4.5.25 | 9.2  | 8.3  | 14.0 | CAN  | 30.25  | 0         | 8.       |
| 2017 | 11.0 | 4.7  | 8.3  | 1.15   | 1.15 | 4.7  | 6.5  | 10.1 | 53     | 2         | 4.       |
| 2018 | 3.9  | 12.0 | 13.0 | 10.1   | 3.9  | 8.3  | 8.3  | 3.9  | 34     | 0         | 6.       |

Magyarázat:
- CAN: Törölve
- DNS: Nem indult

## Galéria

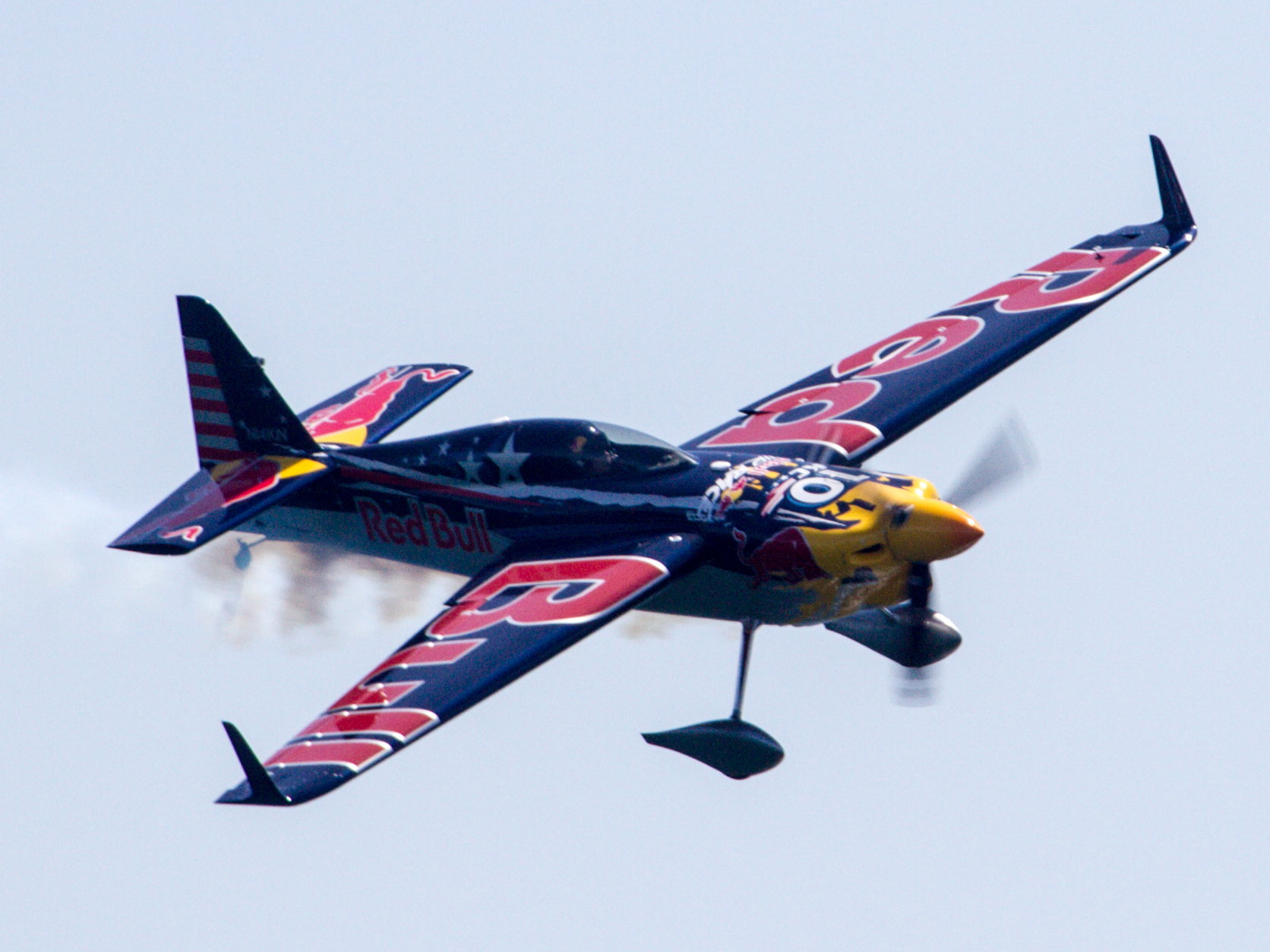
2017 Red Bull Air Race of Chiba - N14KN